# Alex Bell

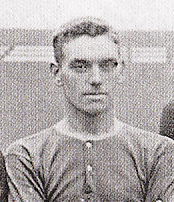
Alex Bell (1909)

Alexander „Alex“ Bell (* 20. Oktober 1882 in Kapstadt, Südafrika; † 30. November 1934 in Chorlton-cum-Hardy) war ein schottischer Fußballspieler, der vorwiegend im defensiven Mittelfeld agierte und eine der Stützen beim Gewinn der ersten beiden Meistertitel in der Geschichte des englischen Rekordmeisters Manchester United war.

## Leben
Der in Südafrika als Sohn schottischer Eltern geborene Alex Bell wuchs später in der schottischen Stadt  Ayr auf, wo er in den Nachwuchsmannschaften von Ayr Spring Vale und Ayr Westerlea das Fußballspielen erlernte. Als junger Erwachsener spielte er bei Ayr Parkhouse in der Scottish Amateur Football League und trug mit seinen Leistungen nicht unerheblich dazu bei, dass sein Verein am Ende der Saison 1902/03 den zweiten Platz belegte und für die folgende Saison 1903/04 in die zweite Liga aufgenommen wurde. Zu dieser Zeit stand Bell bereits beim englischen Zweitligisten Manchester United unter Vertrag, der ihn im Laufe der Saison 1902/03 verpflichtet hatte.
Während Bell in seinen ersten beiden Zweitliga-Spielzeiten 1902/03 und 1903/04 nur zu insgesamt elf Einsätzen kam, war er ab 1904/05 Stammspieler und als solcher maßgeblich am in der folgenden Saison errungenen Aufstieg in die erste Liga beteiligt.
In den folgenden Jahren war Bell auch eine der entscheidenden Stützen in der ersten erfolgreichen Epoche der Red Devils, die zwischen 1907/08 und 1910/11 je zweimal den englischen Meistertitel und die FA Charity Shield sowie einmal den FA Cup gewannen.
Am 16. März 1912 absolvierte Bell gegen Irland (4:1) seinen einzigen Länderspieleinsatz für die schottische Nationalmannschaft.
Vor der Saison 1913/14 wechselte Alex Bell zu den Blackburn Rovers, beim Gewinn der Meisterschaft verpasste er aber mit acht Saisoneinsätzen die notwendige Anzahl für den Erhalt einer Meisterschaftsmedaille.
Nach Beendigung seiner aktiven Laufbahn arbeitete Bell im Trainerstab von Coventry City (1921/22) und danach bei Manchester City.

## Erfolge
- Englischer Meister: 1907/08, 1910/11
- FA Cup: 1908/09
- FA Charity Shield: 1908, 1911
- Englischer Zweitligameister: 1905/06